# Округ Кросно
Округ Кро́сно (нем. Bezirk Krosno, Кросненский уезд, пол. Powiat krośnieński) — административная единица коронной земли Королевства Галиции и Лодомерии в составе Австро-Венгрии, существовавшая в 1867—1918 годах. Административный центр — Кросно.
Площадь округа в 1879 году составляла 9,4894 квадратных миль (546,02 км2), а население 64 842 человек. Округ насчитывал 84 населённых пунктов, организованные в 82 кадастровых муниципалитета. На территории округа действовало 2 районных суда — в Кросно и Дукле.
После Первой мировой войны округ вместе со всей Галицией отошёл к Польше.